# Родильная горячка
Роди́льная горя́чка (роди́льная лихора́дка, Puerperalfieber, в МКБ-10. Класс XV O85 — Послеродовой сепсис) — собирательное название для заболеваний, которые обусловливаются инфекционным заражением при родах. Описание подобного рода заболеваний встречается уже у Гиппократа. Заболевание стало носить эпидемический характер со времени учреждения в XVII веке первого роддома. Эпидемии значительно усилились в XVIII и XIX столетиях, когда в родильные дома стали допускаться учащиеся для изучения акушерства.
Причина заболевания была открыта в 1847 году Игнацем Земмельвейсом, указавшим на необходимость применения антисептиков, — его открытие не было признано современниками, и антисептики стали применяться в хирургии и акушерстве только с 1880-х гг.
Возбудителями родильной горячки являются цепочные и гроздевидные кокки (стрептококки и стафилококки) и изредка кишечная палочка, пневмококк, дифтерийная палочка Лёффлера. Более частой причиной послеродовой лихорадки (особенно поздней) является гонококк. Заражение происходит в большинстве случаев из-за прикосновения к ранам грязными руками или нестерильными инструментами (контактная инфекция). Заражение через загрязнённый воздух (воздушная инфекция) встречается лишь как редкое исключение. Возможность самозаражения пока остаётся спорной.
Местом заражения служат чаще всего надрывы шейки, весьма обычные во время родов, особенно у первородящих. В случае введения руки или инструмента в полость матки инфекция часто проникает в месте прикрепления последа с его сосудами. Микробы распространяются либо по лимфатическим путям, либо по кровеносным сосудам. Первородящие чаще заболевают, нежели родящие повторно.
Отдельными формами заболевания являются:
- пуэрперальная язва — появление изъязвлений с возвышенными краями и сероватым дном на садненных местах влагалища,
- пуэрперальный кольпит — воспаление слизистой оболочки влагалища,
- эндометрит — воспаление слизистой оболочки матки,
- параметрит — воспаление околоматочной клетчатки,
- периметрит — воспаление околоматочной брюшины.

Перечисленные формы заболевания относятся к доброкачественным, если сохраняют свой местный характер и не переходят в общее заражение организма. В последнем случае развивается сепсис или пиемия.
К общим симптомам родильной горячки относятся повышение температуры и учащение пульса. В большинстве случаев вначале бывает озноб или познабливание. Послеродовые очищения — лохии — часто становятся грязны и зловонны. В тяжёлых случаях они нередко совсем пропадают. Лактация также уменьшается или вовсе прекращается. Боли в животе весьма часты, — особенно при параметрите, где они локализируются по бокам матки, — и сильнее при периметрите. Наибольшей интенсивности они достигают при распространении воспаления на всю брюшину (послеродовой перитонит).